# Denkmäler bei der Rudelsburg

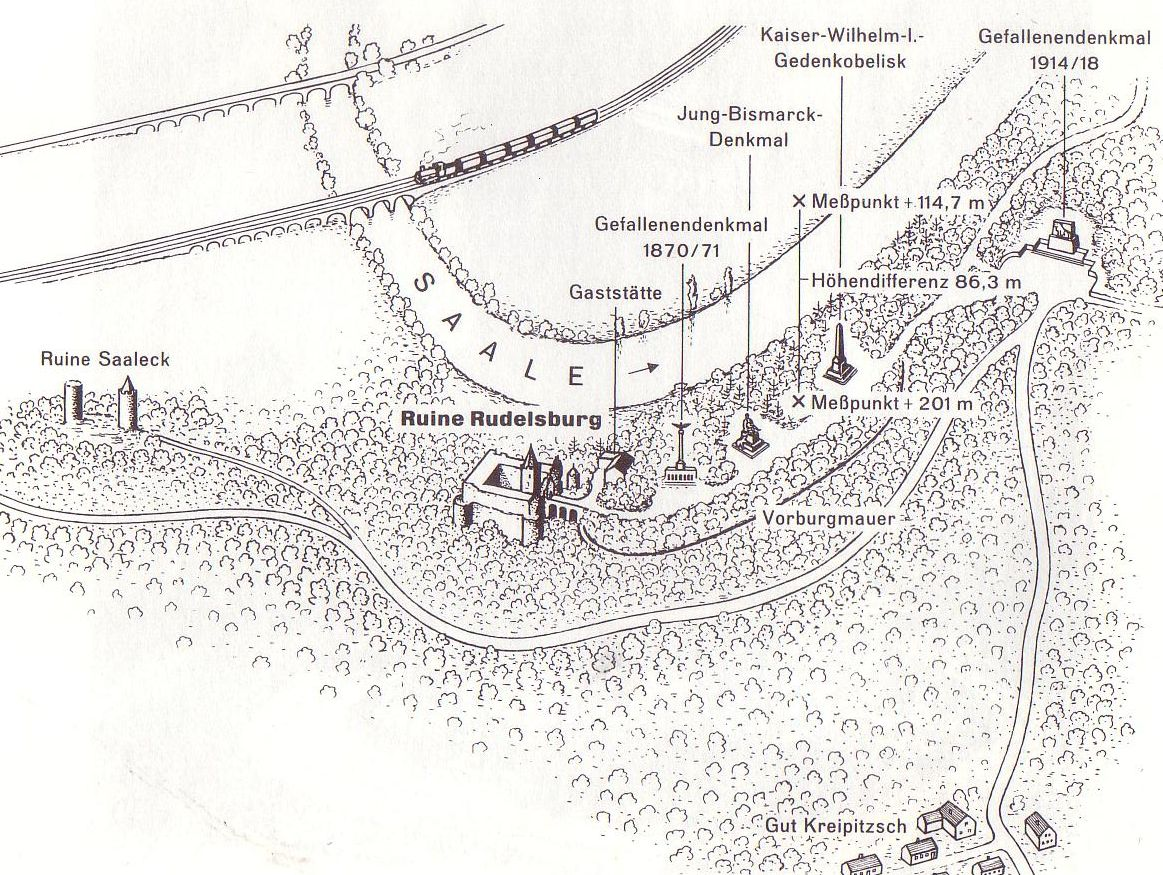
Zwischen den Weltkriegen

Im Kaiserreich und nach dem Ersten Weltkrieg errichteten die corpsstudentischen Verbände KSCV und VAC vier bedeutende Denkmäler vor der Rudelsburg (Sachsen-Anhalt). Mitte Juli 1951 wurden sie in der DDR gesprengt. Die verfallenen und zugewachsenen Reste wurden nach der deutschen Wiedervereinigung bis 2007 freigelegt und so weit wie möglich erneuert und ersetzt.

## Kaiserobelisk
Zu Ehren vom 1888 verstorbenen ersten Kaiser des preußisch-deutschen Kaiserreichs wurde der sog. Kaiserstein am 25. Mai 1890 enthüllt. Geschaffen wurde der Obelisk von Ernst Paul, Dresden. Es repräsentiert die Phase des Wilhelminismus der deutschen Corps. In der DDR zugewachsen, wurde er 1990 vom KSCV freigeschlagen und von 1996 bis 1998 restauriert. Das Porträtrelief und die Widmung waren 1953 zerstört worden und wurden neu angefertigt.

## Gefallenendenkmal 1870/71

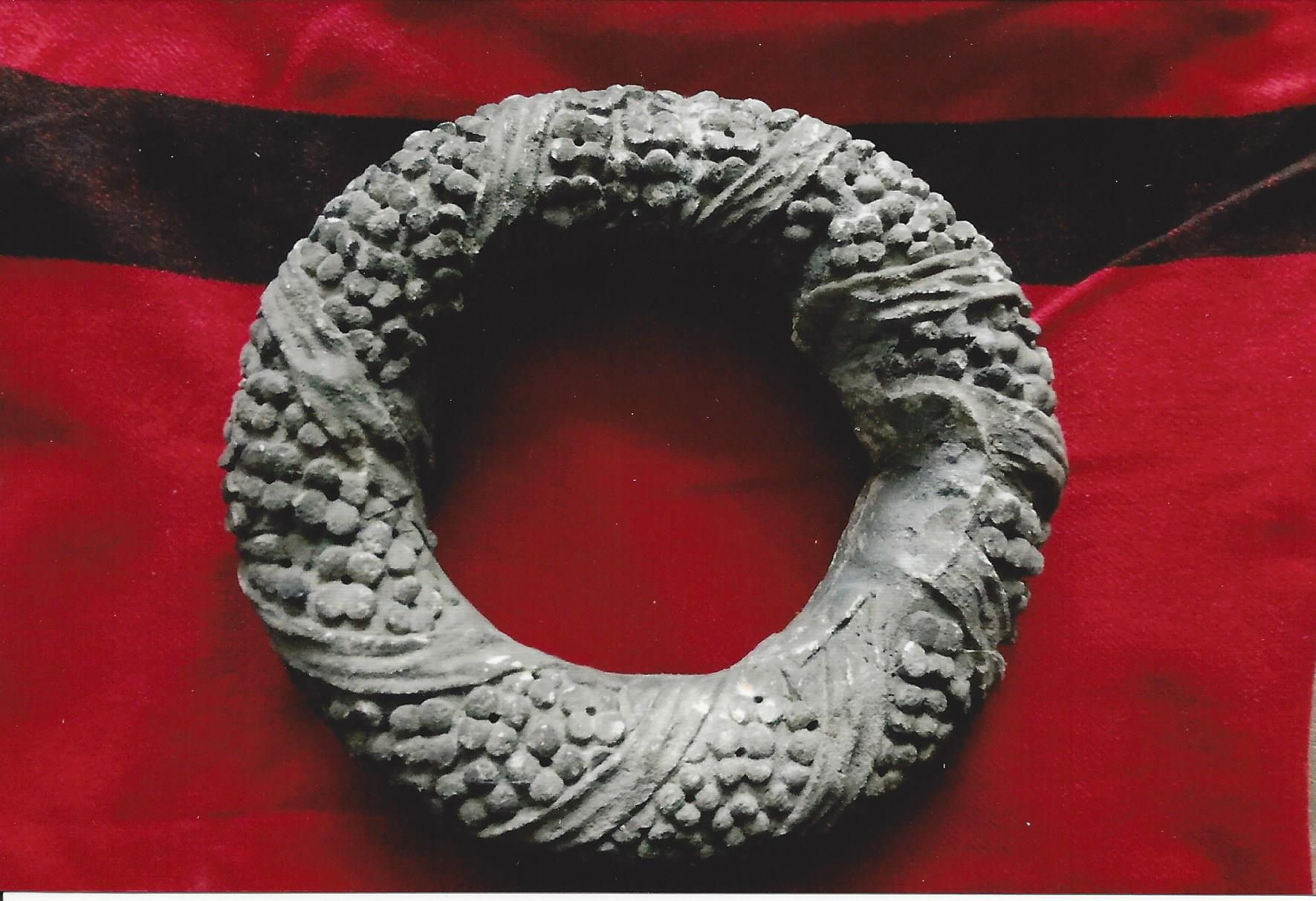
Kranz des Kösener Gefallenendenkmals

Zu Ehren der im Deutsch-Französischen Krieg gefallenen Corpsstudenten ließ der KSCV das Gefallenendenkmal errichten. Überliefert sind Namen und Corpszugehörigkeiten von 145 Gefallenen. Das Denkmal wurde allein vom Aktivenverband finanziert, weil es noch keinen Verband Alter Corpsstudenten gab. In nur zwei Monaten fertiggestellt, war es das erste spezifisch studentische Denkmal für den Krieg von 1870/71 im Deutschen Reich. Es wurde beim Kösener Congress 1872 geweiht.
Sein ursprünglich 14,5 m hoher Aufbau war symbolisch: Die vier Ecken der Plattform stellten die deutschen Königreiche, die 24 Baluster die Bundesstaaten dar. Das Postament zeigte allseits Inschriften auf Marmorplatten mit der Widmung und den Namen der 138 (oder 234) Gefallenen. Die 6,50 m hohe Siegessäule mit dem Horaz-Zitat Dulce et decorum est pro patria mori trug den vergoldeten Reichsadler mit einer Spannweite von 2,30 m.
In der DDR wurde die Säule 1953 zerstört. Der Sockel ist erhalten (s. Commons). Auf Bitten des VAC-Denkmalbeauftragten suchten und fanden Bundeswehr-Pioniere aus Weißenfels 2000 die oberen Säulenteile in der Saale. Der Adler ist wohl zersprungen. Schweres Bergegerät konnte wegen der stark frequentierten und elektrifizierten Saaletalbahn nicht herangeführt werden. Einzelteile von einem der Kränze wurden von einem Schweizer Studentenhistoriker in der DDR-Zeit am Sockel des Denkmals gefunden und aufgelesen; als Schweizer Staatsbürger war es ihm möglich, unbehelligt in die DDR einzureisen. 1977 schenkte der Schweizer Studentenhistoriker die Bruchteile dem jetzigen Eigentümer. Dieser ließ die Bruchstücke durch einen Steinmetz wieder zusammenfügen. Die ursprünglich vier Immortellenkränze waren mit Bändern umflochten und schmückten die Eckpfostenknäufe der Balustrade.
Erste Sanierungsmaßnahmen am Sockel wurden 1995/96 eingeleitet. 2007 wurde die Restaurierung mit der Anbringung neuer Granittafeln mit den Namen der Gefallenen abgeschlossen. Auf eine vollständige Rekonstruktion wurde verzichtet, um die Geschichtsspur der Zerstörung Anfang der 1950er Jahre sichtbar zu lassen.

## Jung-Bismarck-Denkmal

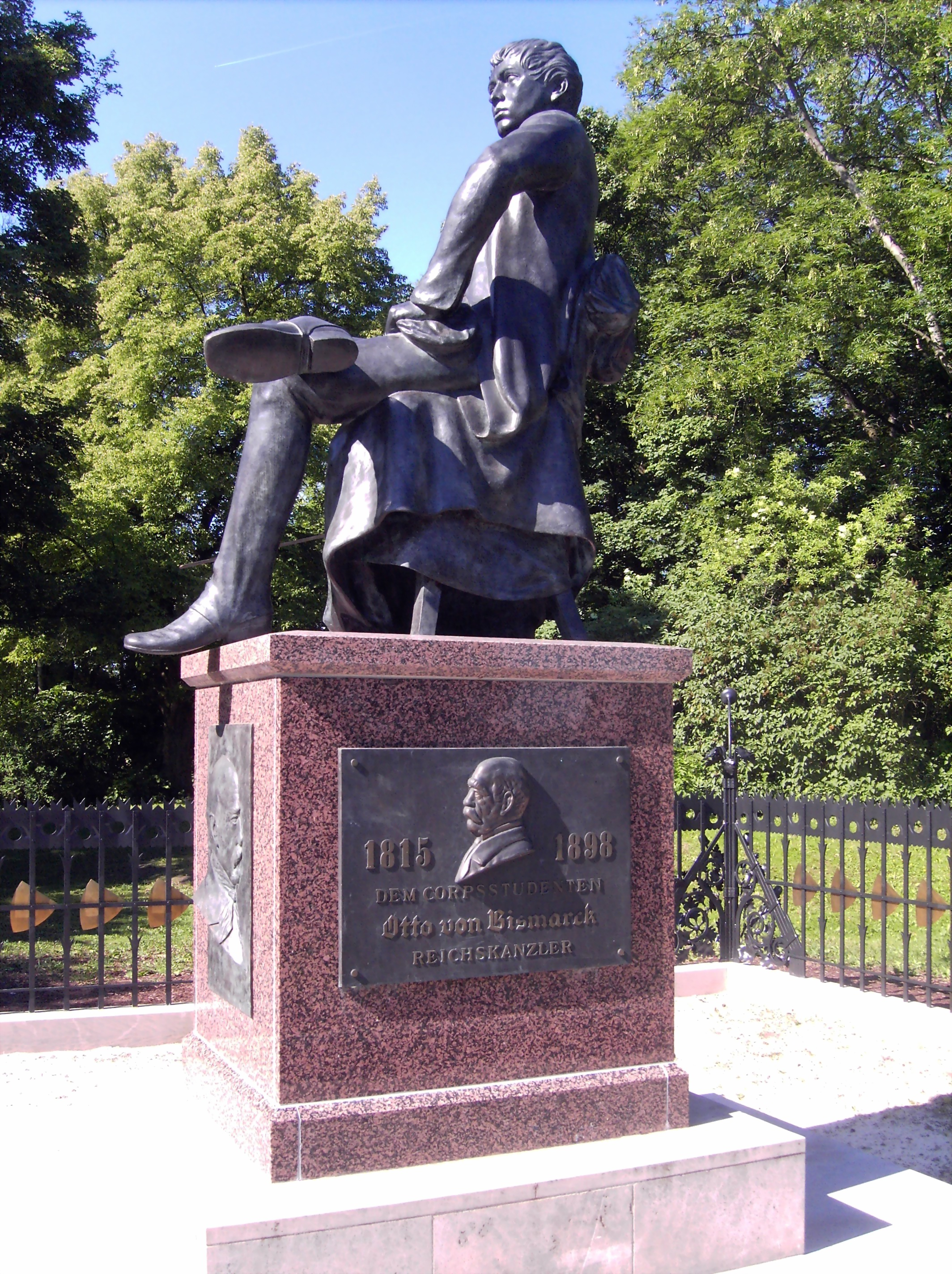
Rudelsburg Junger Bismarck

Das Jung-Bismarck-Denkmal von 1895/96 wurde als erste Gemeinschaftsleistung des Verbandes Alter Corpsstudenten (VAC) errichtet, und zwar aus Anlass des 80. Geburtstages von Fürst Otto von Bismarck, selbst Alter Herr des Corps Hannovera Göttingen. Von den unzähligen Bismarck-Denkmälern Deutschlands war dies das einzige, das den ersten kaiserlichen Reichskanzler in Bronze als lässig dasitzenden jungen Mann mit dem Couleurband um die Brust und einem studentischen Korbschläger in der Hand zeigte. Dazu gehörte natürlich auch sein Hund in Studentenzeiten, eine deutsche Dogge namens Ariel. Das Konzept, Bismarck als jungen Mann in legerer Haltung darzustellen, erzeugte kontroverse Diskussionen, war aber von ihm selbst am 27. April 1895 genehmigt worden. Die Ausführung erfolgte durch den Bildhauer Norbert Pfretzschner. In der DDR wurde dieses Denkmal 1951/1952 durch die FDJ zerstört. Der Grundstein mit Urkunden und der Studentenmütze Bismarcks wurde noch zu DDR-Zeiten von ostdeutschen Verbindungsstudenten aus dem Sockel geborgen und nach der Wiedervereinigung dem Kösener SC-Verband übergeben. Am 29. Mai 1998 haben Corpsstudenten des Corps Hannovera Göttingen an der Stelle des alten Bismarck-Denkmals ein Erinnerungsmal gestiftet.
Ein Nachguss des ursprünglichen Denkmals wurde am 1. April 2006 durch den KSCV im Beisein von Curt Becker, dem Justizminister von Sachsen-Anhalt, eingeweiht. Bildhauer war Andreas Belser aus Traunstein, die Gussarbeiten hatte die Kunstgießerei Otto Strehle in Winhöring bei Altötting ausgeführt. Bei der feierlichen Einweihung waren zahlreiche Mitglieder des Corps Hannovera anwesend, die auch maßgeblich an der Realisierung und der Finanzierung des Nachgusses beteiligt waren. Durch Souvenirjäger oder Vandalismus wurde das Denkmal jedoch bereits wieder beschädigt.
In den Zaun um das Denkmal sind alle Zirkel derjenigen Corps eingelassen, die für den Nachguss gespendet haben, der Zaun gehört also zum Werk.

## Löwendenkmal
Im Steinbruch vor der Rudelsburg, auf dem Gelände der früheren Vorburg, wurde 1926 das Löwendenkmal errichtet. Es ehrt die 2.360 Kösener Corpsstudenten, die im Ersten Weltkrieg gefallen waren. Es zeigt im Relief einen überdimensionalen von Lanzen getroffenen, aber kampfbereiten, nach Westen gewendeten Löwen. Geschaffen wurde das Löwendenkmal von dem Berliner Bildhauer Hermann Hosaeus, den der Berliner Architekt Erich Blunck unterstützte. Die Philipp Holzmann AG übernahm die Bauausführung. Bei der Einweihung am 26. Oktober 1926 waren alle 116 Corps vertreten. Zugegen waren Max Le Blanc (Universität Leipzig) und Paul Menzer (Universität Halle) sowie die Bürgermeister von Bad Kösen und Naumburg.
Der Gedenkspruch stammt von Theodor Körner:
| Sie hielten aus in Kampf und Sturmeswettern Und standen treu bei Tugend, Recht und Pflicht. Das Schicksal kann die Heldenbrust zerschmettern, Doch einen Heldenwillen beugt es nicht. |

Nach der Deutschen Wiedervereinigung wurde das eingewachsene Denkmal freigelegt, restauriert und mit neuen Gedenktafeln für die Gefallenen beider Weltkriege versehen.

## Allianzstein
Von den Mitgliedsverbindungen der Rudelsburger Allianz wurde 1997 ein Gedenkstein zum zehnten Jubiläum des ersten öffentlichen Auftritts von Studentenverbindungen in der DDR auf der Rudelsburg errichtet.
Bereits 1987 war neben dem Bismarck-Denkmal ein kleiner Betonstein gegossen worden. Dieser „alte Allianzstein“ befindet sich auch heute noch an der ursprünglichen Stelle.

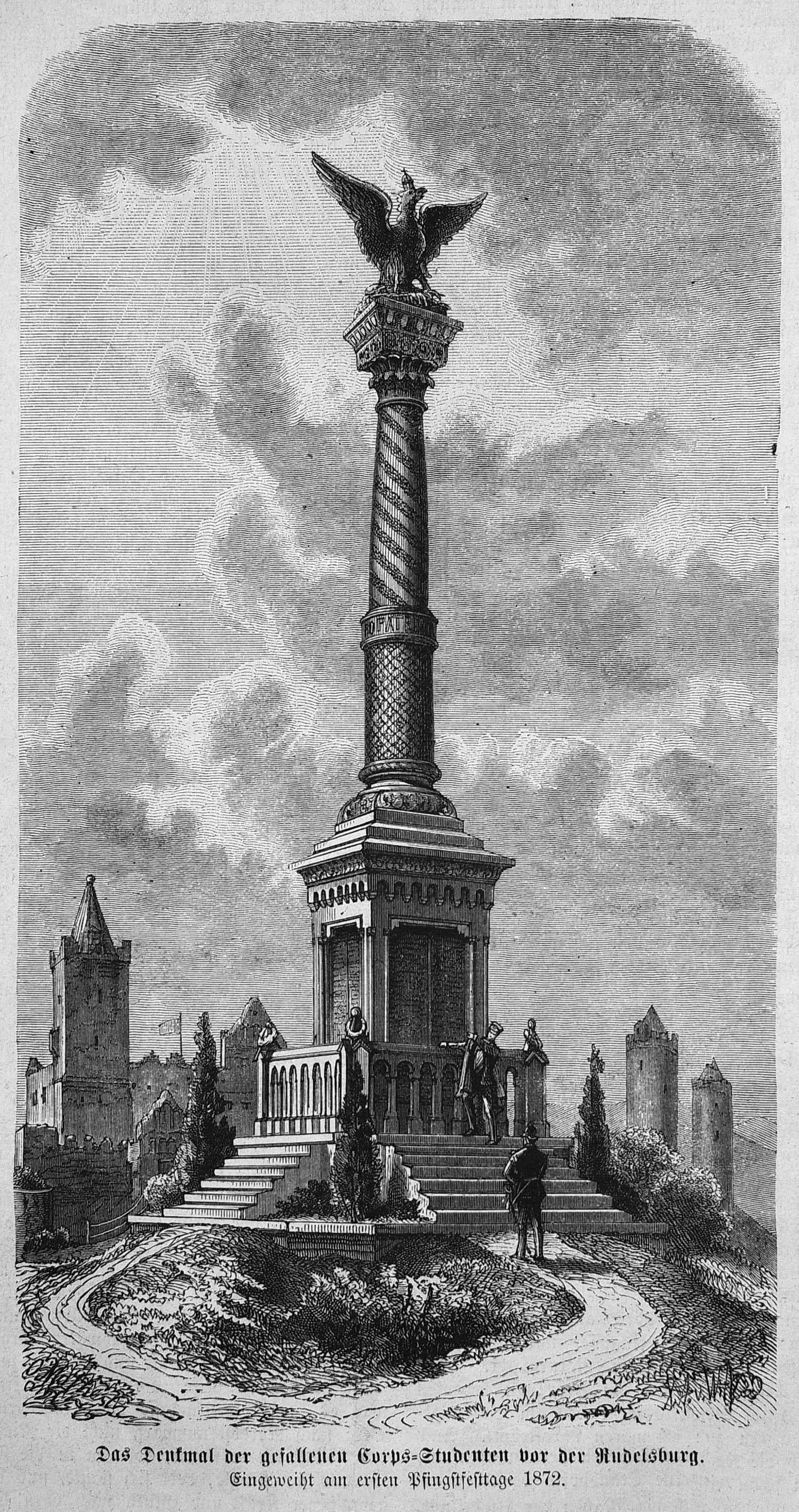
Gefallenendenkmal
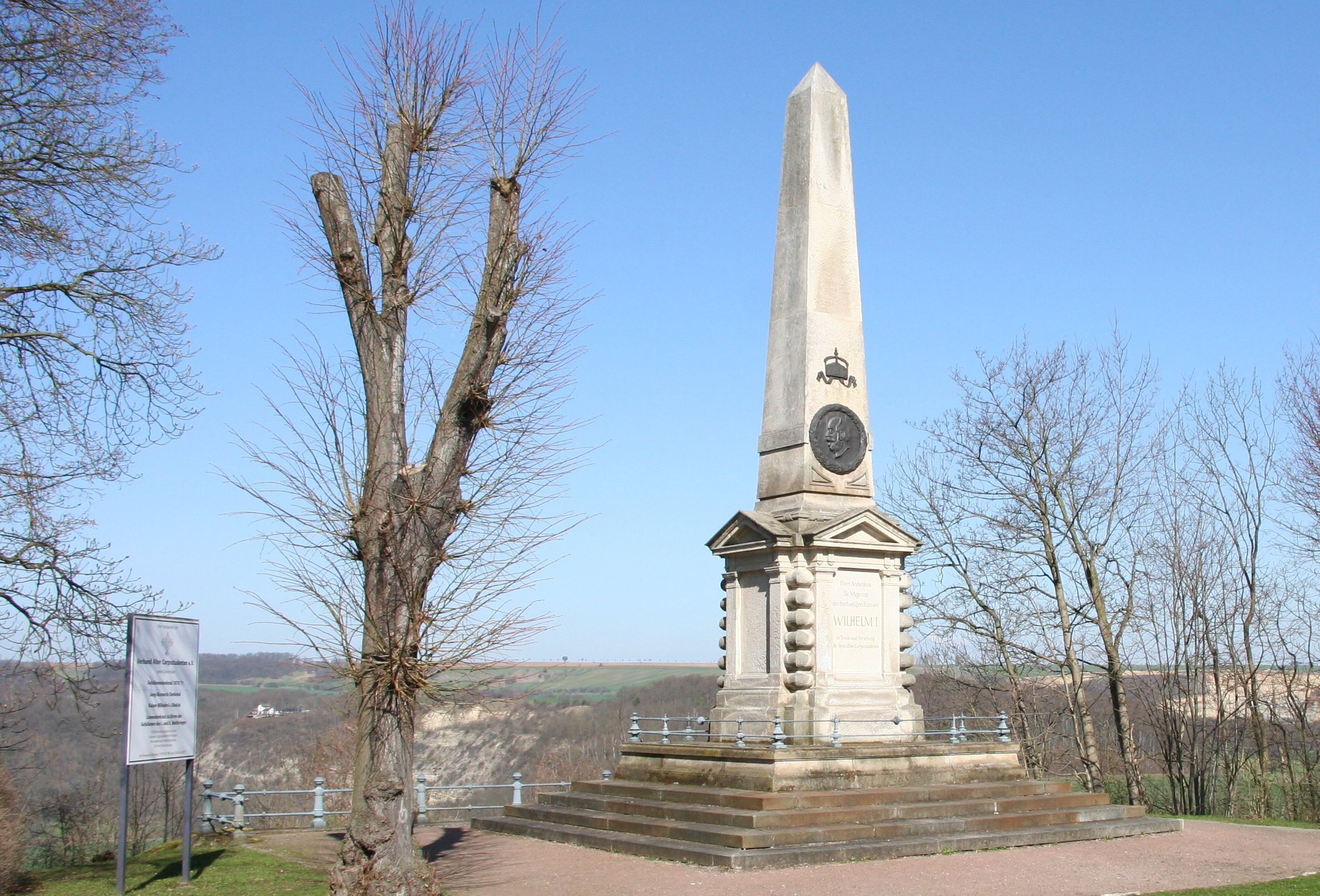
Kaiserobelisk
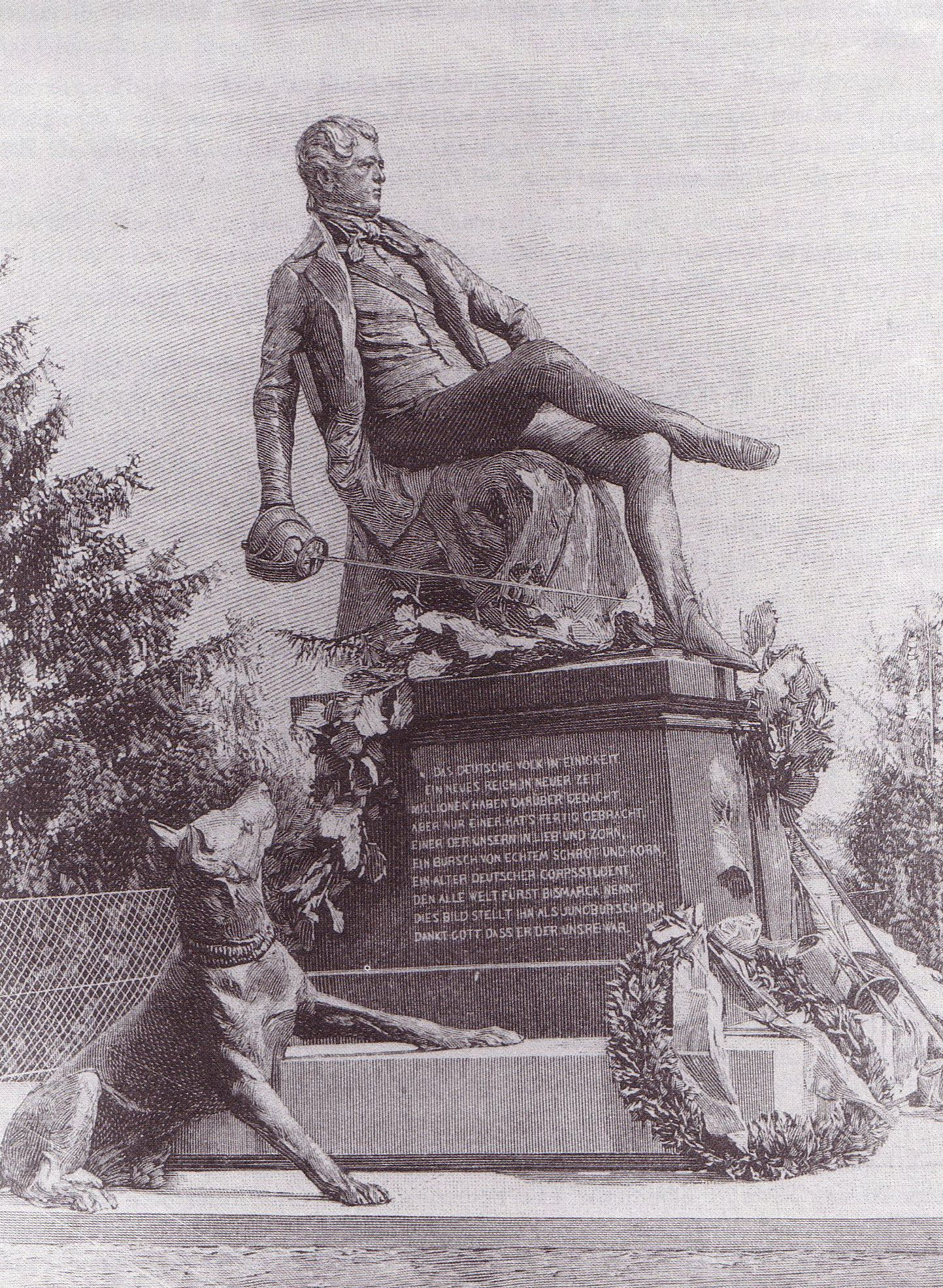
Jung-Bismarck
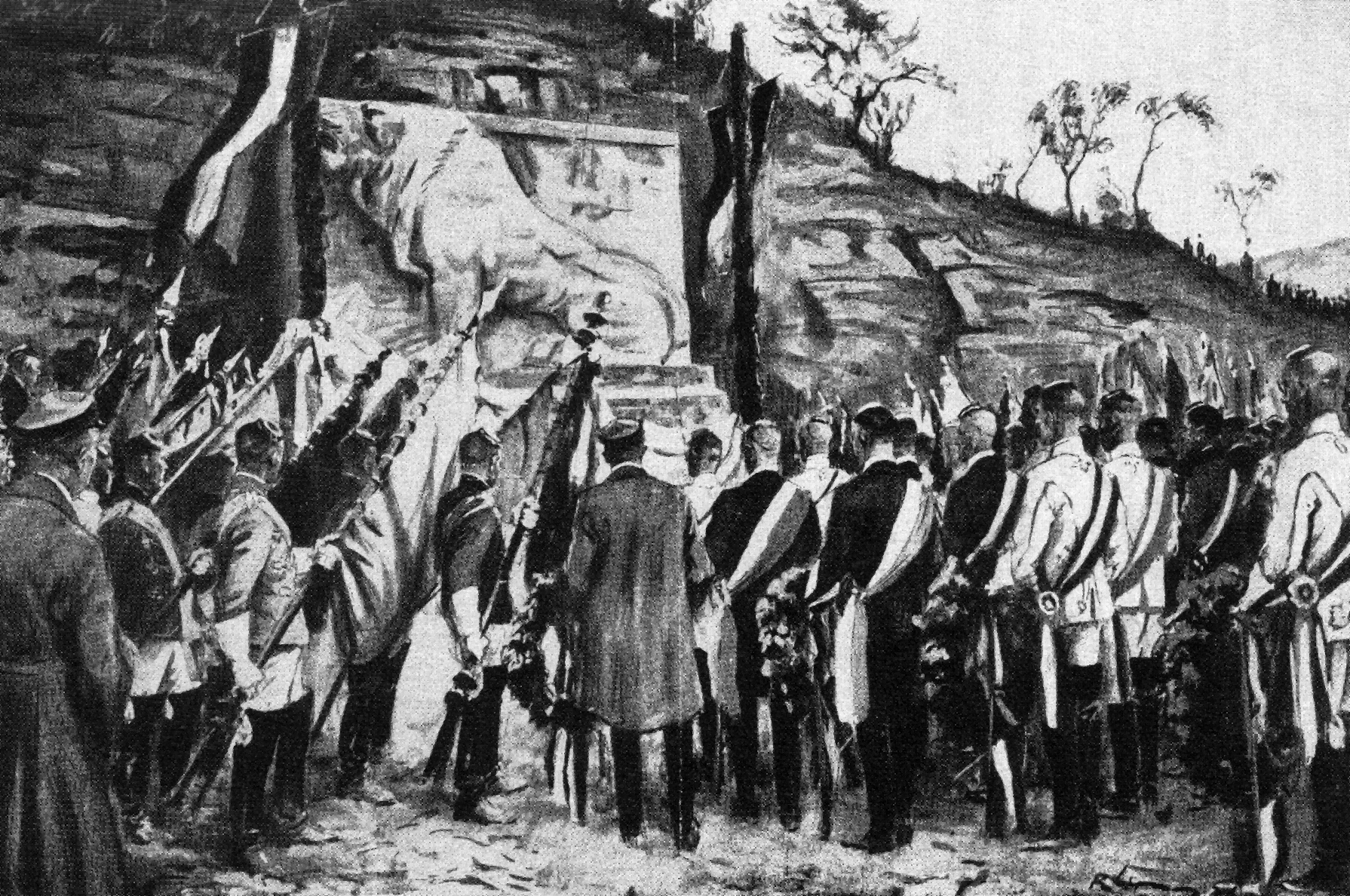
Löwendenkmal (1926)
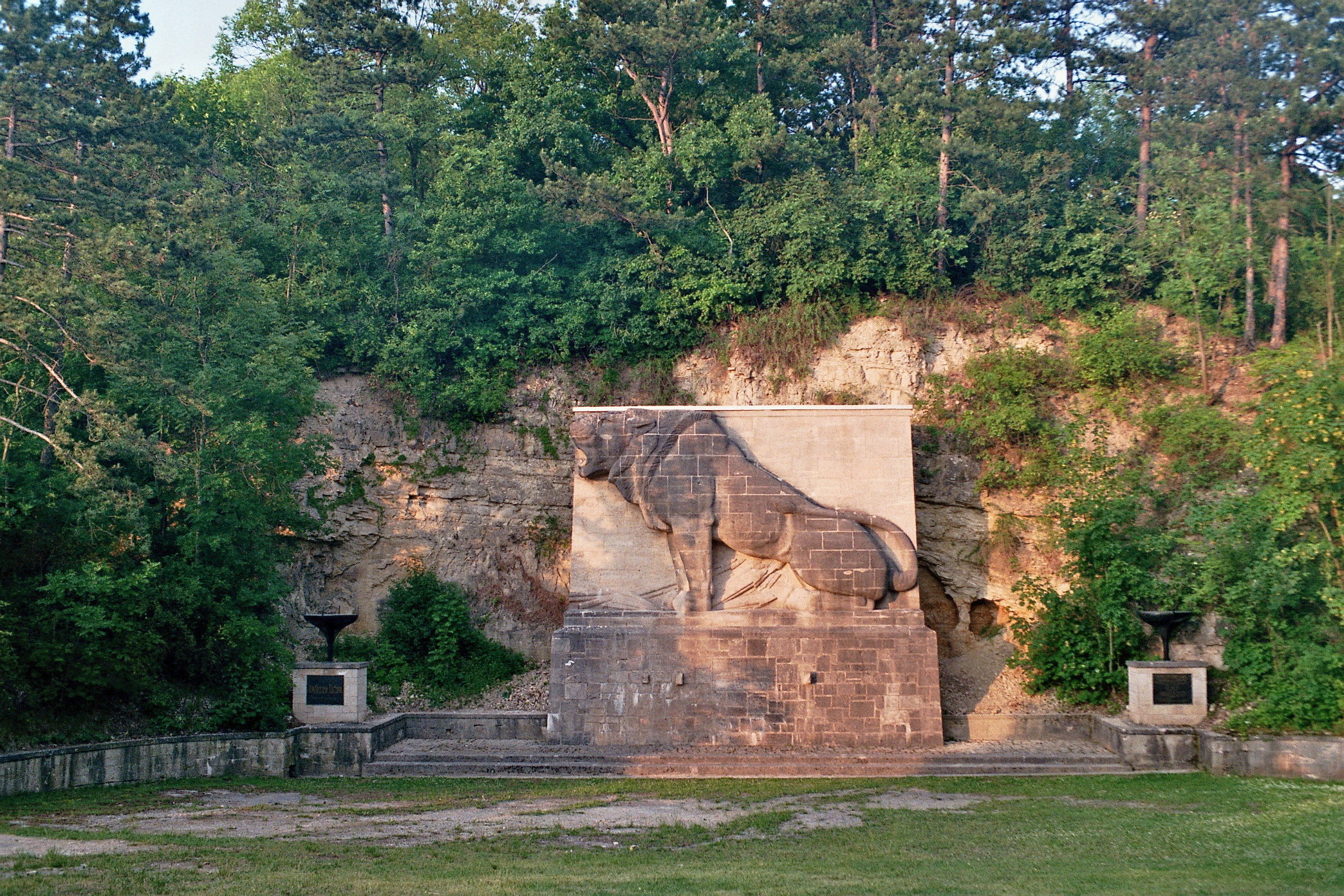
Löwendenkmal (2011)